# خیابان کینگ (تورنتو)
خیابان کینگ (انگلیسی: King Street) یک شاهراه تجاری اصلی شرق به غرب در تورنتو، انتاریو، کانادا است.